# Gerald Templer

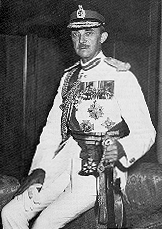
Gerald Templer, 1953

Sir Gerald Walter Robert Templer KG, GCB, GCMG, KBE, DSO (* 11. September 1898 in Colchester, Essex; † 25. Oktober 1979 in London) war ein britischer Feldmarschall. Ein Divisions- und Korpskommandeur im Zweiten Weltkrieg, wurde er weithin bekannt als Hochkommissar und Oberkommandierender in Malaya während der Malayan Emergency in den 1950er Jahren und stieg 1955 zum Chef des Imperialen Generalstabes auf. Als solcher war er der wichtigste militärische Berater von Premierminister Anthony Eden während der Suezkrise.

## Leben

### Jugend und Erster Weltkrieg
Templer wurde als Sohn eines Offiziers der Princess Victoria’s (Royal Irish Fusiliers), des späteren Lieutenant Colonel Walter Francis Templer, und seiner Frau Mabel Eileen, geborene Johnston, geboren. Er besuchte unter anderem die Edinburgh Academy und das Wellington College, bevor er im Dezember 1915 an das Royal Military College Sandhurst kam, um wie sein Vater zum Offizier ausgebildet zu werden. Nach dem Abschluss seines aufgrund des Ersten Weltkrieges stark verkürzten Kurses wurde er im August 1916 als Second Lieutenant ins Regiment seines Vaters, die Royal Irish Fusiliers, aufgenommen, mit dessen 3. Bataillon er zunächst in Irland diente. Im Oktober 1917 kam er an die Westfront in Frankreich, wo er mit dem 1. Bataillon seines Regiments innerhalb der 36th (Ulster) Division an der Schlacht von Cambrai teilnahm. Im Februar 1918 zum First Lieutenant befördert, wurde er im März wegen Diphtherie zur Behandlung nach England geschickt. Nach seiner Genesung nahm er an der Hunderttageoffensive teil.

### Zwischenkriegszeit
Mit seinem Bataillon diente Templer 1919/20 im Nahen Osten (Persien und Mesopotamien), später in Ägypten. Für die Olympischen Sommerspiele 1924 stand  er als Ersatzmann für die Leichtathletikmannschaft (110 m Hürden) zur Verfügung, nahm aber nicht an den Wettkämpfen teil. Er kehrte mit seinem Bataillon 1925 nach Ägypten zurück. Ab 1928 besuchte er den zweijährigen Kurs am Staff College Camberley, wo Bernard Montgomery einer seiner Ausbilder war. Nach seinem Abschluss wechselte er in der Hoffnung auf schnellere Beförderung ins Loyal Regiment (North Lancashire). Er diente Anfang der 1930er Jahre als Stabsoffizier beim Southern Command und beim Northern Command. Während des Arabischen Aufstands in Palästina befehligte er die A-Kompanie des 1. Bataillons seines Regiments und wurde mit dem Distinguished Service Order ausgezeichnet sowie mentioned in dispatches. Nach der Rückkehr ins Mutterland wechselte er zurück zu den Royal Irish Fusiliers und diente zwei Jahre im Stab der 53rd (Welsh) Division im Western Command. Im Oktober 1938 trat Templer, mittlerweile Major, eine Stelle als Generalstabsoffizier 2. Grades (GSO2) im Directorate of Military Intelligence im Londoner War Office an.

### Zweiter Weltkrieg
Mit dem Ausbruch des Zweiten Weltkriegs wurde er im September 1939 zum Generalstabsoffizier 1. Grades (GSO1) im Stab der British Expeditionary Force ernannt, als welcher er unter dem Leiter der militärischen Aufklärung, Major General Noel Mason-MacFarlane, diente. Während des Rückzugs auf Dünkirchen wurden Mason-MacFarlane und Templer zurück nach England geschickt. Templer wurde mit der Aufstellung eines neuen, des 9. Bataillons des Royal Sussex Regiment beauftragt. Im November 1940 erhielt er den Befehl über eine neu aufgestellte Heimatschutzbrigade.
Eine neue Verwendung für Templer ergab sich im Mai 1941, als er zum Stabschef (BGGS) des von Edmond Schreiber befehligten V Corps ernannt wurde. Im April 1942 erhielt er den Befehl über die 47th (London) Infantry Division, den er für fünf Monate innehatte. Im September 1942 übernahm er das II Corps in East Anglia und wurde im Alter von 44 Jahren zum jüngsten britischen (acting) Lieutenant General während des Krieges. Anfang 1943 wurde Templers Korpskommando aufgelöst und er übernahm stattdessen das an gleicher Stelle gebildete XI Corps. Auch dieses Kommando währte nur kurz.
Im Juli 1943 wurde Templer nach Nordafrika versetzt, wo er die in Tunesien stehende 1st Infantry Division übernahm, die sich auf den Einsatz in Italien vorbereitete. Noch vor der Landung im Brückenkopf von Anzio wurde Templer im Oktober 1943 als neuer Kommandeur zu der bereits in Italien kämpfenden 56th (London) Infantry Division versetzt, deren bisheriger Kommandeur Douglas Graham am Volturno schwer verwundet worden war. Mit dieser Division kämpfte Templer Anfang 1944 in der Schlacht um Monte Cassino, bevor sie im Februar in den Anzio-Brückenkopf verlegt wurde. Hier vertrat er zeitweise den verwundeten Kommandeur der 1st Infantry Division, Ronald Penney. Ende Juli 1944 erhielt Templer den Befehl über die in Italien eingesetzte 6th Armoured Division. Nach nur zwölf Tagen endete dieser Kommandoposten für ihn, nachdem er durch die Explosion einer Landmine schwer verwundet worden war. Er ging zur Genesung zurück nach England.
Anschließend wurde Templer ins Hauptquartier der Special Operations Executive in London versetzt, wo er zeitweise als Leiter des German Directorate tätig war. Im März 1945 kam er zum Stab der (britisch-kanadischen) 21st Army Group unter Bernard Montgomery in Brüssel. Er war hier zuständig für Fragen der Militärregierung und für zivile Angelegenheiten.

### Nachkriegszeit
In dieser Funktion wurde er nach dem Kriegsende faktischer Regierungschef in der britischen Besatzungszone im besetzten Deutschland. Er setzte im Oktober 1945 die Entlassung des von den Amerikanern eingesetzten Oberbürgermeisters von Köln, Konrad Adenauer, wegen angeblichen Obstruktionismus durch.
Im März 1946 ging er zurück nach England, wo er Director of Military Intelligence im War Office wurde. Diesen Posten behielt er bis zum Januar 1948, als er zum Vizechef des Imperialen Generalstabes ernannt wurde. Im Februar 1950 übernahm Templer, mittlerweile substantieller Lieutenant-General, den Posten des Oberbefehlshabers im britischen Eastern Command. Hier erfolgte wenig später die Beförderung zum General. Im August 1951 übernahm er zusätzlich die Funktion eines Aide-de-camp des Königs Georg VI., die er ab 1952 auch unter Königin Elisabeth II. innehatte.

### Malaya

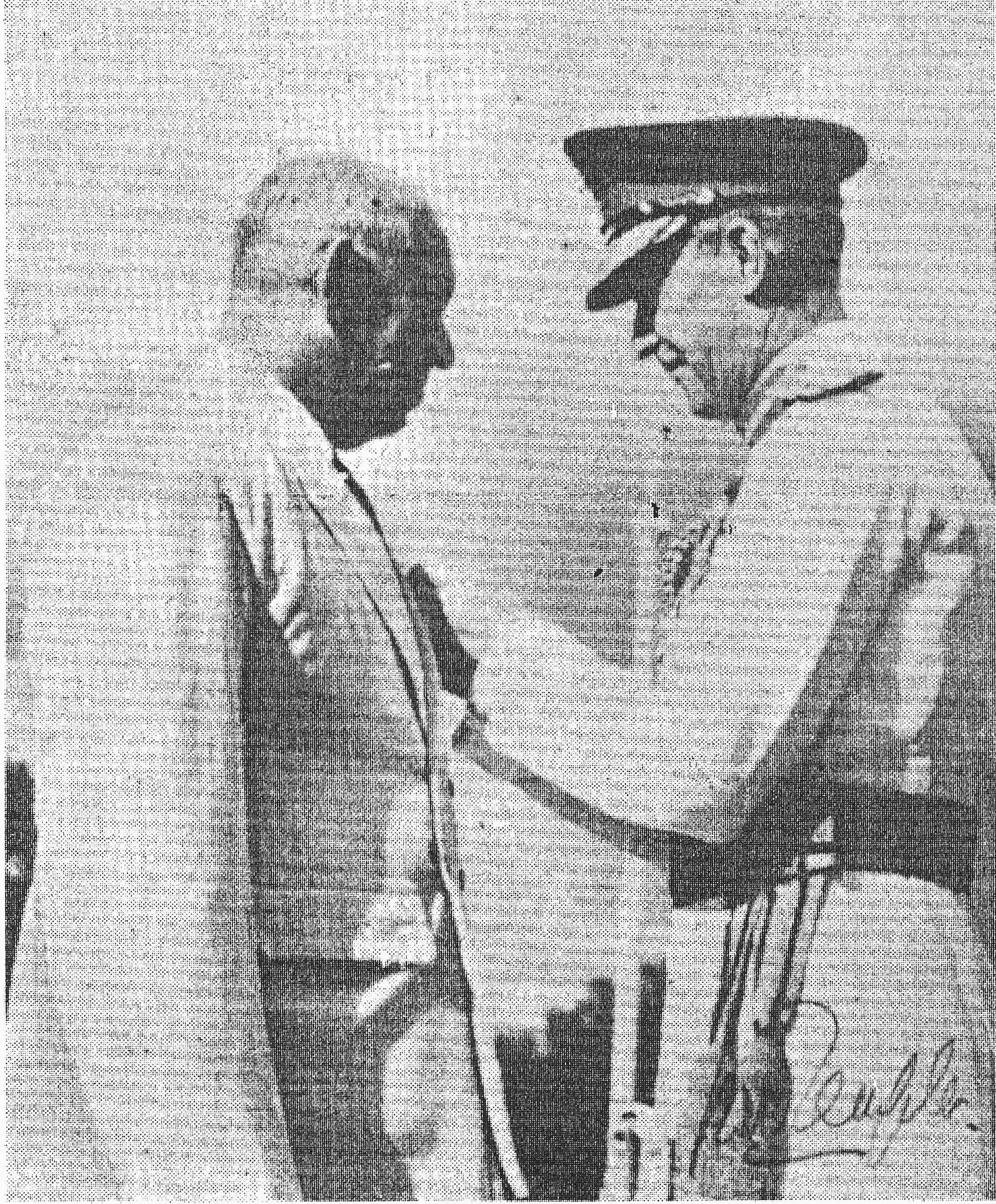
Templer verleiht einen Orden an den malaiischen Geschäftsmann W. E. Perera

Im Februar 1952 ernannte Premierminister Winston Churchill Templer zum Hochkommissar und Oberkommandierenden (Director of Operations) in der Föderation Malaya als Nachfolger des bei einem kommunistischen Attentat getöteten Henry Gurney. Dem seit 1948 andauernden Malaiischen Aufstand, der hauptsächlich von ethnischen Chinesen, die in der kommunistischen Malayan Races Liberation Army organisiert waren, getragen wurde, begegnete er mit harten militärischen Gegenmaßnahmen wie auch mit politischen Zugeständnissen. Er entwickelte ein Konzept, mit einer Kombination von wirtschaftlichen, sozialen, politischen und militärischen Maßnahmen den Aufstand zu beenden, was er selbst mit der Phrase „Winning hearts and minds“ beschrieb. Bis 1953 hatte seine Doppelstrategie, die auch Elemente des früheren Briggs-Plans aufnahm, zum Verlust der Initiative der Kommunisten und deren Rückzug in die nördlichen Dschungelgebiete geführt. Er verließ Malaya Ende 1954. Im folgenden Jahr konnten die ersten allgemeinen Wahlen stattfinden.

### Chef des Imperialen Generalstabes
Templer sollte nach dem Willen des damaligen Chefs des Imperialen Generalstabes (CIGS) John Harding neuer Oberbefehlshaber der Britischen Rheinarmee werden, was aber aus politischen Gründen (Konrad Adenauer war mittlerweile deutscher Bundeskanzler) nicht zustande kam. Am 29. September 1955 wurde Templer zum Nachfolger Hardings als CIGS ernannt. In der Suez-Krise von 1956 bestand Templer, der die Stärke der ägyptischen Armee überschätzte, auf einer sorgfältig geplanten, von starken Kräften durchzuführenden Invasion. Die daraus resultierenden Verzögerungen trugen dazu bei, die anfangs durchaus günstige öffentliche Meinung zuhause und in Ländern wie den USA ins Gegenteil umschlagen zu lassen. Die anfangs erfolgreichen militärischen Operationen mussten nach massivem Druck seitens der UNO und der USA schon nach wenigen Tagen eingestellt werden.
Der Rest von Templers dreijähriger Amtszeit als CIGS war geprägt von den politisch angeordneten Truppenreduzierungen im Gefolge der Krise, denen sich Templer widerwillig fügen musste. Er war im November 1956 zum Feldmarschall ernannt worden und schied als solcher nach dem Ende seiner Amtszeit als CIGS umgehend aus dem aktiven Dienst.

### Letzte Jahre
Im Ruhestand widmete sich Templer unter anderem der Mithilfe bei der Einrichtung des Londoner National Army Museum. 1965 übernahm er das Amt der Konstabler des Tower und im folgenden Jahr wurde er Lord Lieutenant von Greater London. Von 1965 bis 1979 war er Präsident der Society for Army Historical Research. Er war zudem Ehrenoberst mehrerer Regimenter, darunter seines Stammregiments, der Royal Irish Fusiliers. Er erlag 1979 81-jährig einem Krebsleiden.